# Mont Bessan
Pour l’article homonyme, voir Bessan.
Ne pas confondre avec le mont Bessan situé dans la préfecture de Toyama.
Le mont Bessan (別山, Bessan), culminant à 2 399 m d'altitude, est situé à la limite de Gujō dans la préfecture de Gifu et Hakusan dans la préfecture d'Ishikawa au Japon. Il y a deux stations de triangulation au sommet de la montagne. Le mont Haku est visible depuis le nord. Le Bessan-jinja se trouve à peu de distance du sommet. Cette zone fait partie du parc national de Hakusan.

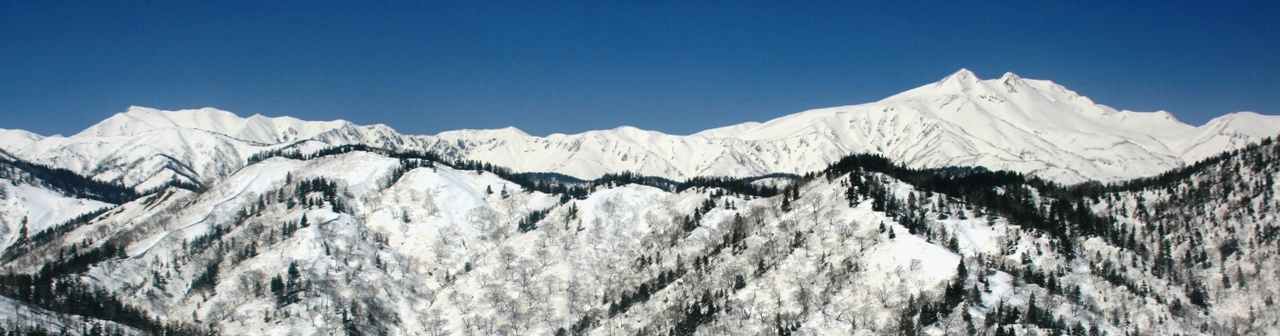
Vue des monts Bessan et Haku.